# Tom van den Nieuwenhuijzen
Tom J.H. van den Nieuwenhuijzen-Wittens (Weert, 18 juli 1982) is een Nederlands voormalig politicus namens GroenLinks (GL). Van 7 mei 2020 tot 31 maart 2021 was hij lid van de Tweede Kamer. Daarvoor was hij gemeenteraadslid in Eindhoven (2010-2016) en wethouder in Son en Breugel (2016-2019).

## Jeugd en opleiding
Van den Nieuwenhuijzen werd geboren op 18 juli 1982 in de Limburgse stad Weert. Zijn moeder was een secretaresse en zijn vader werkte niet vanwege een handicap. In zijn geboorteplaats volgde Van den Nieuwenhuijzen tussen 1994 en 1999 een havo-opleiding aan een school van de Philips van Horne Scholengemeenschap. Daarna zat hij een jaar op Franklin Pierce High School in de Amerikaanse staat Washington. Van den Nieuwenhuijzen studeerde bouwkunde aan de Avans Hogeschool in Tilburg van 2000 tot 2005.
Tijdens zijn werkzame leven volgde hij nog een opleiding aan de Maastrichtse Leergang Bedrijfskunde (2008–2010). Ook behaalde hij de graad Master of Science in bedrijfskunde van de Nyenrode Business Universiteit in 2017 na een tweejarige studie.

## Niet-politieke carrière
Van den Nieuwenhuijzen werkte tijdens zijn studie als junior beleidsadviseur jongerenparticipatie bij de maatschappelijke organisatie Kuseema (2003–2005). Daarna was hij technisch tekenaar bij het Oisterwijkse architectenbureau Drijvers. In 2006 begon hij te werken voor betonbedrijf Betonson, waar hij accountmanager duurzaamheid en energie was.
Volgens Van den Nieuwenhuijzen besloot hij tijdens zijn revalidatie van een mountainbike-ongeluk meer maatschappelijk betrokken te worden. Toen hij vervolgens ontslag wilde nemen, werd hem de nieuwe functie mvo- en duurzaamheidsmanager van de Van Nieuwpoort Groep, het moederbedrijf van Betonson, aangeboden. Hij nam de baan aan en werd ook lid van GroenLinks. Onder zijn regie introduceerde het bedrijf cementvrij beton en behaalden vier dochtermaatschappijen niveau drie van vijf op de CO2-prestatieladder van klimaatbureau HIER. Al deze bedrijven verloren dit certificaat in 2013. Van den Nieuwenhuijzen bleef voor Van Nieuwpoort werken tot 2012.
Vervolgens werkte hij tussen 2013 en 2018 als docent management en maatschappelijk verantwoord ondernemen bij Fontys Hogescholen in Tilburg. Van den Nieuwenhuijzen had in die periode ook een eigen bedrijf genaamd "Avengers Way", dat duurzaamheidsadvies gaf en projecten leidde. Vanaf zijn aftreden als wethouder was hij werkzaam als projectmanager Amsterdams Klimaatakkoord bij de gemeente Amsterdam. Toen hij kamerlid werd nam hij ontslag.

## Lokale politiek

### Eindhovense gemeenteraad (2010–2016)
Van den Nieuwenhuijzen stond op de tweede plaats op de kandidatenlijst van GroenLinks Eindhoven tijdens de gemeenteraadsverkiezingen in 2010. Zijn partij kreeg vier van de 45 zetels en Van den Nieuwenhuijzen ontving 257 voorkeurstemmen. Hij bleef werken bij Betonson en kreeg in 2010 de titel "Politiek Talent" tijdens de Eindhovense Raadslid van het Jaar-verkiezing. In oktober 2012 werd aangekondigd dat Roze Zaterdag in 2014 in Eindhoven zou worden gehouden. Van den Nieuwenhuijzen was sinds 2010 de voorzitter van de commissie om het evenement naar de stad te halen. Een eerdere gooi naar de editie van 2013 was mislukt. Van den Nieuwenhuijzen meldde dat hij in de aanloop naar het evenement een anonieme brief had ontvangen met de tekst "vuile homo, rot op met je ziekte en je Roze Zaterdag". Hij deed vervolgens aangifte. In 2013 werd hij verkozen tot Eindhovens raadslid van het jaar.
In 2014 werd Van den Nieuwenhuijzen herkozen en behield GroenLinks haar vier zetels. Hij had zich binnen GroenLinks Eindhoven verkiesbaar gesteld als lijsttrekker, maar werd dit uiteindelijk niet. In 2015 was hij nummer 32 op de lijst tijdens de Brabantse Provinciale Statenverkiezingen. In september van dat jaar werd Van den Nieuwenhuijzen verkozen tot Mister Gay Netherlands 2015. Hij had in 2007 ook meegedaan aan de schoonheidswedstrijd. Hij nam geen deel aan Mister Gay World vanwege andere verplichtingen. Begin 2016 werd Van den Nieuwenhuijzen lid van de commissie om een nieuwe burgemeester te kiezen. Hij verliet de gemeenteraad op 10 mei om wethouder te worden.

### Wethouder (2016–2019)
In mei 2016 werd hij benoemd tot wethouder van onder meer financiën, cultuur en duurzaamheid in Son en Breugel, toen een nieuw college werd gevormd. De vorige coalitie was kort daarvoor gevallen. Van den Nieuwenhuijzen vertegenwoordigde in de coalitie de samenwerkingspartij van de PvdA en GroenLinks. Hij schreef in 2016 een brief waarin hij alle gemeenten van Nederland verzocht de regenboogvlag op Coming-Outdag op te hangen. Ruim 160 van de 390 gemeenten gaven gehoor aan deze oproep vergeleken met 80 het voorgaande jaar. Na de verkiezingen in 2018 werd Van den Nieuwenhuijzen opnieuw benoemd als wethouder. Zijn nieuwe portefeuille bevatte duurzaamheid en burgerparticipatie. Bij dezelfde verkiezingen stond hij ook op plaats 28 op de lijst van GroenLinks in Utrecht.
In januari 2019 legde hij abrupt zijn functie neer. Van den Nieuwenhuijzen verklaarde in zijn positie te weinig impact te kunnen maken op de dingen die voor hem belangrijk waren. Een aantal duurzaamheidsvoorstellen van hem werden in de voorgaande maanden niet door de andere coalitiepartners gesteund. Een van zijn plannen – om de rioolheffing te verlagen voor huishoudens die hun regenpijp niet aan het riool aansluiten – werd een maand na zijn ontslag alsnog ingevoerd.

## Tweede Kamer (2020–2021)
Bij de Tweede Kamerverkiezingen 2017 was hij op plaats 20 op de lijst van GroenLinks. Zijn partij won 14 zetels en Van den Nieuwenhuijzen kreeg 1413 voorkeurstemmen – niet genoeg om verkozen te worden. Op 7 mei 2020 volgde Van den Nieuwenhuijzen Isabelle Diks op in de Tweede Kamerfractie van GroenLinks nadat zij aantrad als wethouder in Groningen. Hij is woordvoerder van GroenLinks op het gebied van ontwikkelingssamenwerking en defensie. In de Kamer stelde hij voor om fregatten naar vrouwen te vernoemen en om textielbedrijven te helpen die China willen verlaten vanwege dwangarbeid door Oeigoeren.
Hij was de 22e kandidaat op de lijst van GroenLinks voor de Tweede Kamerverkiezingen 2021 en kwam daardoor na de verkiezingen niet weer terug in de Kamer. Op 30 maart 2021 nam hij afscheid van de Tweede Kamer.

### Parlementaire commissies
- Commissie voor Buitenlandse Zaken
- Commissie voor Defensie
- Commissie voor Buitenlandse Handel en Ontwikkelingssamenwerking
- Delegatie naar de NAVO-Assemblee
- Bouwbegeleidingscommissie
- Commissie voor Binnenlandse Zaken (plaatsvervangend)
- Commissie voor Economische Zaken en Klimaat (plaatsvervangend)
- Commissie voor Europese Zaken (plaatsvervangend)
- Commissie voor Koninkrijksrelaties (plaatsvervangend)
- Delegatie naar de Raadgevende Interparlementaire Beneluxraad[1]

## Carrière na politiek
Van den Nieuwenhuijzen werkte na zijn Tweede Kamerlidmaatschap als duurzaamheidsdirecteur voor Capgemini Invent. Daarnaast verscheen hij bij de gemeenteraadsverkiezingen in 2022 wederom op de kandidatenlijst van GroenLinks in Utrecht, ditmaal op plaats 38.

## Nevenfuncties
Tussen 2011 en 2014 was Van den Nieuwenhuijzen lid van de raad van advies van het toneelgezelschap "Het Nieuwe Theater". Daarnaast was hij voorzitter van de non-profitorganisatie "De MVO-Wijzer", die het mkb ondersteunt bij mvo-projecten, van 2013 tot 2014.

## Privéleven
Van den Nieuwenhuijzen is openlijk homoseksueel en heeft een relatie met twee mannen. Hij is met een van hen getrouwd sinds 2008 en de andere kwam er tien jaar later bij. Hij woonde tijdens zijn Kamerlidmaatschap in Utrecht en woonde daarvoor in Eindhoven.
Hij botste in 2008 met zijn mountainbike tegen een boom. Zijn revalidatie duurde zeven maanden en vanwege complicaties gerelateerd aan dat ongeluk nam hij in 2015 verlof als Eindhovens gemeenteraadslid.
- Parlement.com: vk9sfm76nwjv